# Isortoq
Isortoq (antiguamente Isertoq) es un asentamiento en la municipalidad de Sermersooq, en el sudeste groenlandés. Su población en enero de 2005 era de 198 habitantes. Se localiza aproximadamente en 65°32′N 38°58′O / 65.533, -38.967.